# Конституционная революция в Персии
Конституционная революция 1905—1911 годов (перс. جنبش مشروطه ایران‎) — буржуазно-демократическая революция в Персии, совпавшая с национально-освободительным движением. В ходе революции был создан меджлис (парламент), принята конституция. В декабре 1911 года была восстановлена власть Каджаров, а страна разделена на сферы влияния между Россией и Великобританией.

## Причины революции
В результате политики Каджаров Персия к началу XX века фактически стала конгломератом племен и правителей, связанных, как правило, только родовыми и личными узами. Каджары не имели реальной социальной базы и были вынуждены лавировать между аристократическими родами, натравливая их друг на друга.
С появлением у европейских держав империалистического интереса к Персии, Каджары пытались лавировать между Россией и Великобританией, постепенно отдавая ресурсы страны иностранным компаниям. Одним из ярких примеров кабальных концессий, выданных иностранцам, была концессия, выданная барону Рейтеру на пользование природными ресурсами и прокладку железных дорог.
Национальная буржуазия была задушена иностранными монополиями.
Конституционная революция во многом была вызвана внутренней и внешней политикой правящей династии. Она также была вызвана засильем иностранцев в финансово-экономической сфере страны при попустительстве реакционной правящей верхушки.
В революции участвовали в равной степени национальная буржуазия, мелкие ремесленники, либеральные помещики и крестьяне. Центром конституционного движения стали северные провинции, прежде всего Иранский Азербайджан.

## Первый этап революции
Каджары взяли крупные кредиты у России и Великобритании, чтобы оплатить экстравагантный образ жизни шаха и расходы на содержание правительства. Мозафереддин-шах занял у России 22 миллиона рублей, используя в качестве залога иранские таможенные поступления, чтобы оплатить своё турне по Европе в 1900 году. В 1905 году вспыхнули протесты по поводу введения пошлин для погашения российского кредита на турне шаха.
Непосредственным поводом к восстанию стал приказ 12 декабря 1905 года тегеранского генерал-губернатора Ала эд-Доуле бить палками по пяткам купцов, которые подняли цены на импортный сахар, якобы нарушив его предписание. Это вызвало волнения в столице, которые нарастали к лету 1906 года. Если зимой восставшие требовали создать судебную палату, перед которой все будут равны, отставки садр-азама (премьер-министра) Айн эд-Доуле и главы таможен бельгийца Науса, летом в Тегеране начались открытые демонстрации с требованием принятия конституции и созыва меджлиса — парламента.

### Созыв меджлиса и принятие первой части конституции
Опасаясь арестов, 16 июля 1906 года девять купцов укрылись в бест в саду дипломатической миссии Великобритании, и к концу июля к ним присоединилось около 14 000 человек. В то же время около 200 муджтехидов выехали из столицы в священный город Кум. Это вынудило Мозафереддин-шаха издать 9 сентября положение о выборах в меджлис. Избирательные права получили только мужчины старше 25 лет, пользующиеся местной известностью и подходящие по имущественному цензу.
В сентябре в Тебризе был создан первый в истории Персии энджумен — выборный революционный орган. Ему удалось урегулировать цены на хлеб, взять на себя судебные функции и охрану безопасности.
К концу октября меджлисом был разработан проект конституции, ограничивающий деятельность шаха и правительства. Однако шахский двор не торопился принимать этот проект: дело было в том, что Мозафереддин-шах был тяжело болен и должен был скоро умереть, а на его место прийти убежденный реакционер Мохаммед-Али мирза, чьим воспитателем, а в будущем — советником, был российский агент Сергей Маркович Шапшал. Однако болезнь шаха затягивалась, и после внесения некоторых изменений 30 декабря Мозафереддин-шах был вынужден подписать первую часть конституции — положение о правах и полномочиях меджлиса, после чего через пять дней скончался. Первая часть Основного закона регулировала деятельность меджлиса, отдавала в его компетенцию финансовые вопросы, передачу государственного имущества, изменение границ государства, выдачу концессий и заключение займов, строительство шоссейных и железных дорог.

### Принятие Дополнений к Основному закону
По прибытии в Тегеран тебризских депутатов в начале 1907 года меджлис выдвинул ряд ультимативных требований, касающихся принятия второй части Основного закона и иностранцев в правительстве. Шах проигнорировал эти требования и намеревался разогнать меджлис военной силой, что привело к усилению волнений в городах. В Тебризе повстанцами были захвачены почта, телеграф, арсенал и казармы, а чиновники и губернатор арестованы. На севере страны расширялась сеть муджахидских организаций из рабочих и мелкой буржуазии, фидайских отрядов. Во всех городах появлялись энджумены самой различной социальной направленности и различной степенью влияния (в столице было около 40 энджуменов), появились первые профсоюзы. Наиболее активными, организованными и радикальными были революционные организации Иранского Азербайджана и Гиляна — здесь чувствовалась поддержка профессиональных революционеров из Закавказья.
Катализатором для принятия Дополнений к Основному закону послужило убийство реакционного садр-азама Амин-эс-Султана менялой из отряда фидаев во время волнений в Тегеране 3 октября 1907 года. Дополнения из 107 статей были утверждены меджлисом на голосовании, а 7 октября шах подписал их. Они были наиболее важной частью Основного закона и были поделены на следующие разделы: общие постановления, о правах персидского народа, о государственных властях, о правах членов меджлиса и сената, о правах шаха, о министрах, о судебной власти, об энджуменах, о финансах и об армии. В целом Дополнения отражали интересы помещичье-буржуазных кругов, стремившихся к проведению буржуазных реформ.

### Разгон меджлиса
Шах Мохаммед Али неоднократно на протяжении 1907 пытался распустить меджлис и отменить конституцию. 22 июня 1908 года в столице было введено военное положение, мечеть Сепехсалара с находящимися внутри фидаями и муджахидами подверглась артиллерийскому обстрелу, после чего многие конституционалисты были арестованы. На следующий день некоторые издатели левых газет были повешены, а меджлис и энджумены объявлялись временно распущенными.

## Гражданская война 1908—1909 годов

### Восстание фидаев в Тебризе
Первые действия Мохаммад Али-шаха напрямую привели к восстанию в Азербайджане: губернатором этой области был назначен бывший садр-азам Айн эд-Доуле. После того, как в июне 1908 энджумен Тебриза распался, борьбу с реакционерами возглавил Саттар-хан. Его отряды фидаев и муджехидов не пустили в город отряд Айн эд-Доуле, в течение нескольких месяцев отбивал атаки прибывавших шахских войск на главный оплот революционеров — район Амирхиз. В перерывах между атаками Саттар занялся укреплением обороны города, реформированием фидайских отрядов, перевооружением. В конце концов к середине октября фидаями были заняты все районы города, включая плацдарм монархистов Давачи. Фидаи во время данного этапа восстания проявили дисциплину и воздерживались от мародерства и грабежей, чем вызвали поддержку населения.
В Тебризе было организовано своё правительство, старавшееся поддержать нейтральные отношения с иностранцами, чтобы не допустить открытой интервенции. Однако уже к середине января 1909 года к Тебризу было стянуто до 40000 шахских войск, включая отряды феодалов. После неудачной попытки прорваться в город в феврале шахские войска осадили Тебриз.
5 марта начался генеральный штурм города, однако и он провалился; немалую роль в победе фидаев сыграли созданные в 1908 году укрепления и хорошая тактическая выучка и дисциплинированность войск Саттара, смелость многих его сподвижников, таких, как Яр-Мохаммад Хан Керманшахи.
В феврале — марте 1909 года прошли восстания в Реште, Исфахане, Бендер-Аббасе, Бушире. В то же время в блокированном Тебризе начался голод и предпринимались попытки прорвать блокаду. В апреле 1909 г., после ряда провокаций со стороны английской и российской миссий из Джульфы в направлении Тебриза выступили российские войска. Город был оставлен шахскими войсками, а фидаи разоружены.

### Свержение Мохаммед Али-шаха
В мае 1909 одновременно из Гиляна и Исфахана на столицу двинулись вооруженные отряды — фидаев с одной стороны и бахтиарских племен с другой. Несмотря на крайне малую численность — в каждом «войске» было около тысячи человек — они уверенно продвигались к Тегерану и захватывали стоящие на пути города. В ночь на 30 июня объединённый отряд вошёл в столицу и занял здание меджлиса. Недееспособные шахские войска не смогли оказать сопротивления, и 3 июля по решению чрезвычайного верховного совета шах Мохаммед-Али был низложен, а новым монархом объявлялся его четырнадцатилетний сын Султан Ахмад-шах. К власти пришло либерально настроенное правительство, конституция была восстановлена, а Мохаммед-Али шах укрылся в резиденции российской дипломатической миссии в предместье Тегерана.

## Второй меджлис и миссия Шустера
В первые месяцы после низложения Мохаммед-Али шаха был создан временный орган контроля над правительством — Директория из 20 человек, имевшая широкие полномочия. 14 июля было издано распоряжение о выборах в меджлис. 2 ноября 1909 года состоялось торжественное открытие второго меджлиса с участием тегеранских депутатов. Главной проблемой, стоявшей перед депутатами и правительством, было покрытие огромного бюджетного дефицита. Для этого были заключены новые иностранные займы, введены новые налоги, урезана зарплата фидаев и проведена попытка их разоружить.
В конце 1910 года правительство Персии начало переговоры с США о приглашении американских финансовых советников. В апреле 1911 года группа специалистов из пяти человек во главе с Морганом Шустером прибыла в Персию. Шустеру были предоставлены исключительные полномочия в сфере финансов и других отраслях экономики.
Сам Шустер своими действиями стремился создать условия для более широкой экономической экспансии США в стране. Поэтому он продолжил практику иностранных займов и введения новых налогов и даже пытался создать собственную армию — хорошо оснащенную финансовую жандармерию численностью 12 — 15 тысяч человек. Постепенно Шустер приобретал все большую власть и все меньше считался с правительством. Это вызывало стихийные акции протеста и недовольство правительства.
В то же время в июле 1911 года бежавший из страны бывший шах Мохаммед-Али прибыл в Гомюш-Тепе, гавань на Каспийском море. При поддержке реакционных феодалов и туркмен он занял Астрабад.

## Интервенция и подавление революции
Однако с середины 1911 года Россия и Великобритания стали готовиться к подавлению революции и разделу страны. Ещё в 1907 году было подписано Англо-русское соглашение, по которому северная часть Персии до линии Касре-Ширин — Исфахан — Йезд — Зульфагар отходила в сферу влияния России, а территории южнее линии Бендер-Аббас — Керман — Бирджанд — Газик в сферу английского влияния.
16 ноября 1911 года царское правительство поставило ультиматум персидскому правительству, в котором под угрозой ввода войск в Азербайджан предписывалось уволить Шустера, не приглашать иностранцев на службу без согласия России и Англии и возместить расходы на посылку русских войск в Персию. Вскоре российские войска вторглись в Персию. Было подавлено революционное движение в Тебризе, Гиляне и Мешхеде.
8 декабря комиссия из членов правительства, регента и председателя меджлиса на закрытом заседании приняло условия российского ультиматума. Через три дня во дворце были собраны представители тегеранского населения, которым был объявлен указ регента о роспуске меджлиса и назначении новых выборов. В указе говорилось, что новый меджлис должен будет пересмотреть Основной закон страны. В марте 1912 года правительство официально заявило о том, что оно обязуется согласовать свою политику с принципами соглашения 1907. Третий меджлис, несмотря на обещания правительства, был созван только в конце 1914 года.

## Известные революционеры-конституционалисты
- Мирза Насрулла Хан
- Мирза Джахангир-хан
- Ага Хан Кермани
- Никол Думан
- Ареф Казвини
- Степан Зорян
- Деххода, Али Акбар
- Саттар-хан
- Багир-хан
- Яр-Мохаммад Хан Керманшахи
- Мирза Кучек-хан
- Мирза Мальком-хан
- Епрем-хан
- Аршак Гафавян
- Биби-ханум Астрабади
- Хасан Пирния
- Ахмед Кесрави
- Мохаммед Таги малек-ош-шоара Бехар
- Тагизаде, Сейид Хасан
- Мирза Абдуррагим Табризи
- Абдольхусейн Теймурташ
- Абдул-Хоссейн Мирза Фарманфарма
- Мохаммад Вали-хан Толекабони
- Мохаммед Мосаддык
- Муртаза Кули-хан Хедаят
- Джамал-Заде, Сеид Мохаммед Али
- Мирза Мухаммад Хоссейн Наини

## В культуре
Событиям Конституционной революции в Персии, в особенности тем, что происходили в Тебризе, посвящен исторический роман азербайджанского писателя М. С. Ордубади «Тавриз Туманный» (1933—1948).